# Bonaventura Berlinghieri
Bonaventura Berlinghieri var en italiensk konstnär, verksam i Lucca under 1200-talet.
Berlinghiero Berlinghieris far Berlinghiero Berlinghieri hade inflyttat till Lucca i början av 1200-talet. Han hade även två bröder som liksom han själv var konstnärer i staden, Barone och Marco. Bland Bonaventura Berlinghieris verk märks Sankt Franciskustavlan i Pescia, som utfördes endast nio år efter helgonets död och innefattar de tidigaste framställningarna ur Franciskuslegenden. Han övergav i sina krucifixbilder faderns ålderdomliga bysantiniskinfluerade stil. I stället visar han påverkan från såväl en modernare bysantinsk konst som från gotiken.